# Abramowiczowie herbu Jastrzębiec odmienny
Abramowiczowie, Abrahamowiczowie herbu Jastrzębiec odmienny (Abramowicz) – polski ród szlachecki.
Rodzina pochodziła z północnego Mazowsza, skąd jedna jej gałąź przeniosła się na Litwę. Jan Abramowicz w 1528 był wspomniany w metryce litewskiej.
Jan, wojewoda miński i smoleński, był żonaty z Dorotą Wołłowiczówną. Miał syna Mikołaja, wojewodę mścisławskiego i trockiego, i córkę Marynę, żonę Piotra Rudominy, kasztelana smoleńskiego.
Mikołaj poślubił Elżbietę Hornostajównę, wdowę po Andrzeju Drohojowskim. Miał z nią synów Samuela i Stanisława oraz córkę Katarzynę, żonę Marcina Frąckiewicza Radzimińskiego, pisarza polnego litewskiego.